# Obtěžkáni zlem aneb Po čtyřiceti letech
Obtěžkáni zlem aneb Po čtyřiceti letech (1988, Отягощённые злом, или Сорок лет спустя) je fantastický román ruských sovětských spisovatelů bratrů Strugackých. Tím, že skládá z více dějových linií, že se v něm prolínají biblické příběhy s problémy současného světa a že obsahuje převyprávění Evangelia podle Jana, je často považován za jakousi parafrázi románu Mistr a Markétka od Michaila Bulgakova.

## Obsah románu
Román obsahuje tři dějové linie. První se odehrává v budoucnosti začátkem roku 2030 a má formu deníku Igora K. Soužilina (tak lze přeložit jeho jméno Игорь К. Мытарин), studenta Tašlinskeho pedagogického lycea, který se snaží napsat semestrální práci na téma Učitel v dvacátém prvním století. Jako vhodný studijní materiál mu jeho profesor Georgij Anatoljevič Nosov dá zvláštní rukopis, který byl nalezen před několika lety, když se bourala stará ubytovna Stepní hvězdárny, nejstaršího vědeckého ústavu v kraji. Rukopis je uložen ve starých kartónových deskách, na kterých jsou napsána pouze dvě velká písmena OZ (ОЗ), což je pravděpodobně zkratka od Obtěžkáni zlem, ale také by to mohlo znamenat telefon na záchranku.
Soužilin si po večerech čte Rukopis OZ a jeho obsah tvoří druhou dějovou linii románu. Odehrává se v Sovětském svazu roku 1980, čímž se vysvětluje druhá část názvu románu aneb Po čtyřiceti letech, protože první dějová linie se odehrává čtyřicet let po první. Vypravěčem rukopisu je Sergej Kornejevič Mnichin (tak lze přeložit jeho jméno Сергей Корнеевич Манохин), astronom a zaměstnanec Stepní hvězdárny. V městě Tašlinsku se objeví dvě nadpřirozené bytosti, Demiurg a jeho společník věčný žid Ahasver Lukič Prudkov. Prudkov však není hned prezentován jako nadpřirozena bytost, ale jako obyčejný pojišťovací agent. Má však zvláštní schopnosti, je totiž schopen vyplnit téměř jakékoli přáni výměnou za lidskou duši. I Mnichin mu prodá svou duši za to, aby jeho práce o „hvězdných hřbitovech“ byla uznána vědci z celého světa. Když se o Demiurga začne zajímat major KGB Kromanov, Demiurg mu sdělí, že jeho cílem je najít člověka s velkým Č, tj. terapeuta, který by vyléčil tento svět. Strugačtí se zřejmě inspirovali Zjevením svatého Jana, ve kterém má ďábel (Demiurg) dva pomocníky, šelmu z moře a šelmu ze země. Za uvedené dvě šelmy lze považovat Prudkova a Mnichina.
Třetí dějová linie je součástí Rukopisu OZ a jde o svérázné převyprávění Evangelia podle Jana. Ahasvér Lukič v něm obhajuje Jidáše s tím, že vše bylo dopředu naplánováno a Jidáš neměl na výběr. Dále se dozvídáme, že se Jan po smrti Ježíše Krista stal lupičem a že také zavraždil Ahasvéra, když se sním potkal. Za trest musí nyní vystupovat jako Jan-Ahasvér. Na ostrov Patmos, kam byl vypovězen, jej doprovázel jeho pomocník Prochoďr který je ve skutečnosti autorem Janových spisů.
Mezitím se vyvíjí i první dějová linie. Nedaleko za Tašlinskem se usadily tzv. kytky, tj. skupina nepřizpůsobivých mladých lidí, kteří užívají drogy. Všem jsou trnem v oku a objevuje se požadavek, by tábořiště kytek bylo zničeno. Jediný, kdo s kytkami soucítí a chce je chránit, je profesor Georgij Anatoljevič Nosov, který díky tomu poštve proti sobě celé město. Lidé požadují, aby přestal učit, byl poslán do penze a aby byl úplně vystěhován z města. Na konci románu se objevuje Ahasver Lukič a odvádí si Nosova sebou. Demiurg konečně našel svého člověka s velkým Č. Tím se dějové linie prolnou.

## Česká vydání
Román doposud česky nevyšel.

## Poznámka
1. ↑  Ruská písmena ОЗ jsou podobná číslu 03, což je v Rusku opravdu telefon zdravotnické záchranné služby – viz http://rusko.tripzone.cz/